# Kfz-Kennzeichen (Australien)

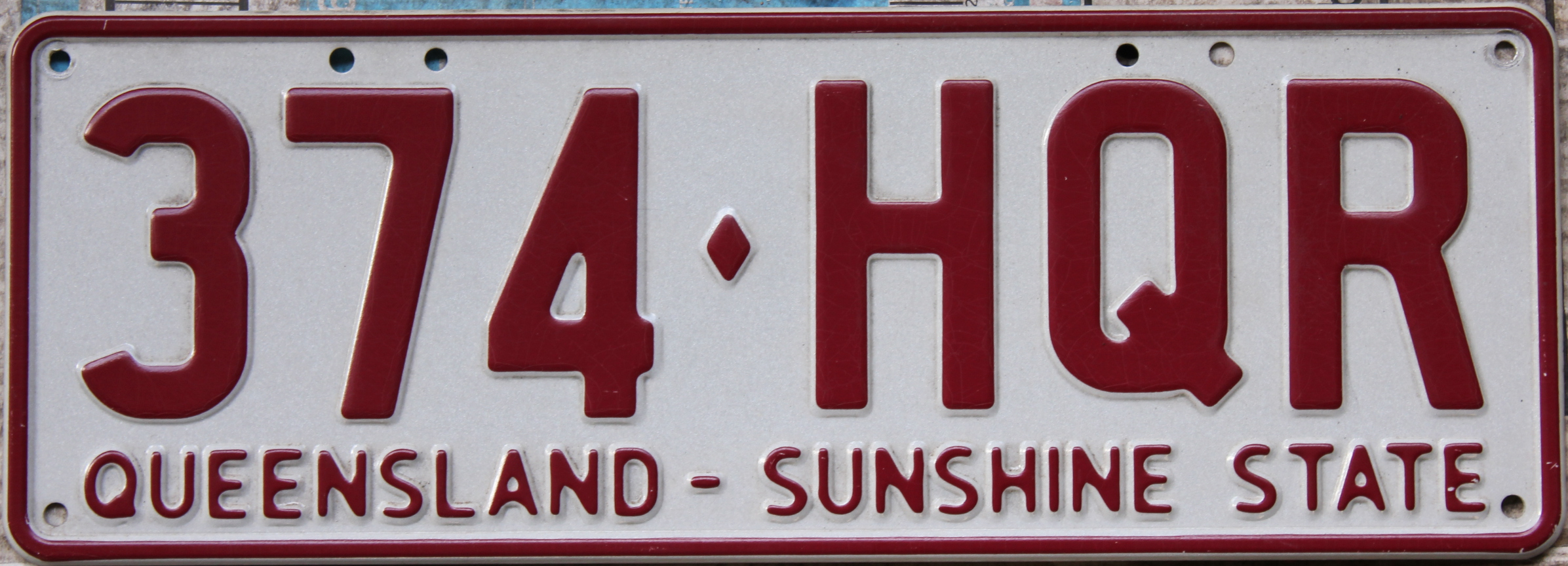
Kennzeichen aus Queensland

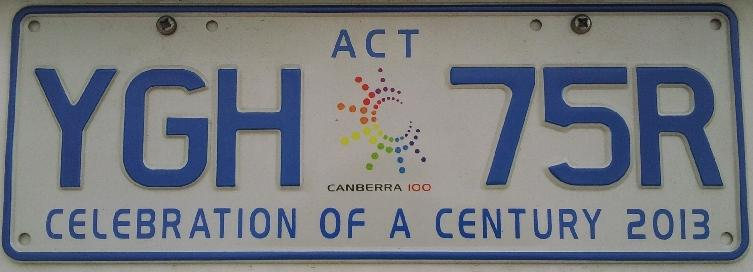
Kennzeichen des Australian Capital Territory

In Australien werden die Kfz-Kennzeichen von den einzelnen Bundesstaaten vergeben. Sie enthalten in der Regel entweder am oberen Rand den Namen des Staates oder am unteren Rand den Namen sowie ein selbst gewähltes Motto. Bis in die 1970er Jahre fand man nur eine Abkürzung des Staates auf dem Schild, nicht den vollen Namen und auch kein Motto.
Der übrige Teil wird für den Bundesstaat gesondert durchnummeriert. Dabei gibt es auch die Möglichkeit, gegen Aufpreis ein Wunschkennzeichen zu beantragen (z. B. SURFER o. ä.), sowie auch Spezialnummernschilder, deren Hintergrund beispielsweise den Lieblingsverein anzeigt.
Lange Zeit standen drei Buchstaben vor drei Ziffern (also etwa: SJU 826). Diese Kennzeichen waren nach und nach in allen Staaten komplett ausgegeben und jeder Staat entschied sich für ein neues Format. Heute werden in den einzelnen Staaten und Territorien folgende Kennzeichen ausgegeben:
- Queensland: Hier stehen die Ziffern vor den Buchstaben (etwa: 131 GHF).
- Tasmanien: Hier steht ein Buchstabe gefolgt von zwei Ziffern und zwei weiteren Buchstaben.
- Western Australia: Hier steht eine Zahl vor zwei oder drei Buchstaben (je nach Alter der Zulassung). Danach folgen wieder drei Ziffern.
- Northern Territory: Seit Mitte 2011 stehen hier ein Buchstabenpaar beginnend mit C, ein Ziffernpaar und ein weiteres Buchstabenpaar.
- New South Wales: Seit wenigen Jahren stehen hier Buchstabenpaar-Ziffernpaar-Buchstabenpaar.
- South Australia: Hier steht ein S gefolgt von drei Ziffern und drei weiteren Buchstaben.
- Australian Capital Territory: Hier stehen drei Buchstaben gefolgt von zwei Ziffern und einem weiteren Buchstaben.
- Victoria: Hier steht eine 1 gefolgt von zwei Buchstaben, einer weiteren Zahl und zwei weiteren Buchstaben.

## Standardkennzeichen
Die üblichen Kennzeichen der Gliedstaaten (sechs Bundesstaaten und zwei Territorien) sind in Farbkennung und Art der Nummernvergabe voneinander unterscheidbar.
| Gliedstaat                   | Farbwahl/Format       | Motto | Aktuelle Jahresserie / Anmerkungen |
| ---------------------------- | --------------------- | --- | --- |
| Australian Capital Territory | blau/weiß             | ACT CANBERRA – THE NATION'S CAPITAL oder ACT CANBERRA – HEART OF THE NATION oder ACT CELEBRATION OF A CENTURY 2013                                                                              | YJA·00A |
| New South Wales              | schwarz/gelb          | NEW SOUTH WALES oder NSW – The Premier State oder NSW – The First State oder NSW – Towards 2000 oder, im Zuge der Olympischen Spiele, NSW – Share The Spirit oder New England – New South Wales | CD·00·AA |
| Northern Territory           | ocker/weiß CA·00·AA   | NT – NT – Outback Australia oder NT – Nature Territory | CB·15·AA |
| Queensland                   | rotbraun/weiß         | QUEENSLAND · SUNSHINE STATE oder QUEENSLAND · THE SMART STATE | 000·VAA Das letztgenannte Motto wird im Siebdruck aufgebracht, während Ersteres noch eingeprägt wird.                                      |
| South Australia              | schwarz/weiß S123·ABC | South Australia, früher "SA – THE FESTIVAL STATE" | S000·BAA Dies ist das neue Schilderformat, welches ab Oktober 2008 verwendet wird. Bei diesen Schildern gibt es kein Motto mehr.           |
| Tasmanien                    | blau/weiß             | TASMANIA – Exploring the Possibilities, ältere Serien sind Tasmania – Your Natural State und Tasmania – Holiday Isle                                                                            | E 00 AA Der Hintergrund zeigt das Staatsemblem (ein Beutelwolf in Schilfgras)                                                              |
| Victoria                     | blau/weiß             | VICTORIA – The Education State, ältere Serien sind Stay Alert – Stay Alive, Victoria – Garden State, Victoria – On The Move oder VICTORIA – The Place To Be                                     | 1EG1AA Auf dem Schild sind sowohl das Staatsemblem (Südkreuz in blauem Dreieck) als auch das Staatsmotto im Siebdruck aufgebracht.         |
| Western Australia            | blau/weiß             | WESTERN AUSTRALIA, ältere Serien sind WA – The Golden State oder WA – State of Excitement | 1EKA·000 Neben einer Wüstensonne ist der obere Rand des Schildes mit einer blauen Himmelslinie belegt, das Kennzeichen selbst ist geprägt. |

## Euro-Kennzeichen
Die australischen Kfz-Kennzeichen sind höher als die in Europa üblichen Kennzeichen und ähneln eher den amerikanischen Kennzeichen. Einige Bundesstaaten bieten zusätzlich zu den üblichen Kennzeichengrößen auch Varianten an, die an Fahrzeuge aus europäischer Produktion passen. Traditionell wurde dabei auf die am oberen/unteren Rand befindlichen Texte für Namen und Motto des Bundesstaates verzichtet, und stattdessen ein vertikal geschriebenes dreibuchstabiges Kürzel des Bundesstaates am linken Rand angebracht. Diese Kennzeichen entsprachen in ihrer Breite den üblichen australischen Kennzeichen, waren jedoch weniger hoch, und benutzen eine etwas schmalere Schrift.

Australisches „Euro-Kennzeichen“ aus Victoria

Da die australischen Kennzeichen schmaler sind als die europäischen Kennzeichen bieten in jüngerer Zeit einige Bundesstaaten auch die Möglichkeit, Kennzeichen zu führen, die exakt dem europäischen Format entsprechen – 520 mm breit und 112 mm hoch (Normalformat) und 372 mm breit und 100 mm hoch (Kleinformat). Dies wird von Besitzern hochwertiger europäischer Fahrzeuge vor allem aus ästhetischen Gründen angestrebt, die hierbei auch das blaue Feld der Euro-Kennzeichen imitieren. In Victoria erscheinen die drei vertikalen Buchstaben VIC dann im blauen Feld, gefolgt von einem Kennzeichen mit führendem „V“ und dem Landeswappen – danach folgt die restliche Kennzeichenfolge in der Vergabe des Bundesstaates. Da diese Kennzeichen auch die FE-Schrift verwenden, ähneln sie stark den deutschen Kennzeichen, womit die Anlehnung an deutsche Automarken perfekt wird. Mit Kosten von mehreren Hundert australischen Dollar ist die Vergabe dieser Euro-Kennzeichen praktisch mit einer Luxussteuer beaufschlagt.

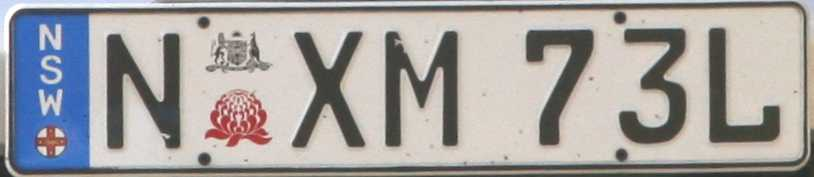
Australisches „Euro-Kennzeichen“ aus New South Wales

Ähnliches ist seit 2000 auch in New South Wales möglich, hier erscheint jedoch zwingend „N“ als erster Buchstabe der Zulassungsnummer, im blauen Feld stehen die Buchstaben NSW. Zusätzlich kann man in New South Wales seit 2006 auch die inverse Farbwahl als „Black Euro Plate“ beantragen, bei der weiße Buchstaben auf schwarzem Grund erscheinen. Da ähnlich wie in Großbritannien bei der Nummernvergabe der erste Buchstabe das Zulassungsjahr beschreibt oder auf Sonderkennzeichen wie Kurzkennzeichen hinweist, sind die Fahrzeuge mit Euro-Kennzeichen und führendem „N“ / „V“ auch hier augenfällig unterscheidbar von anderen australischen Zulassungen. Eine Besonderheit gibt es dabei in Queensland, bei der das führende „Q“ sonst nur für Regierungsfahrzeuge und Anhänger vergeben wird.

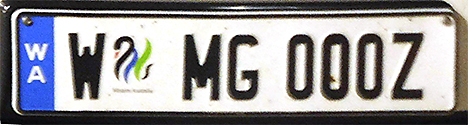
Australisches „Euro-Kennzeichen“ aus Western Australia

Grundsätzlich sind Sonderkennzeichen in Australien keine Seltenheit – in Queensland gibt es schon über 200 registrierbare Kennzeichenformen, sodass Sonderkennzeichen regional häufiger sind als die Standardkennzeichen. Das Euro-Kennzeichen scheint jedoch eine bundesweite Anerkennung zu finden, weil weitere Bundesstaaten diese Kennzeichenform gleichartig einführten. Seit August 2008 kann man etwa in Western Australia ebenfalls Euro-Kennzeichen beantragen, das Staatskürzel im blauen Feld ist dann WA, die Zulassungsnummer beginnt mit einem „W“ und wird vom Staatsemblem, einem stilisierten schwarzen Schwan als Trennung vor den restlichen Zulassungsnummern gefolgt. In South Australia gibt es die Euro-Kennzeichen seit 2006. Neben dem Staatskürzel SA beginnt die Zulassungsnummer mit einem „S“ und beinhaltet das Staatswappen als Trenner. Die Einzelbuchstaben als Staatenkürzel hatten in der Vergangenheit schon eine Standardisierung bei Kennzeichen für Lastkraftwagen gefunden – das weitere Kürzelschema ist dann A für das Australian Capital Territory, C für das Northern Territory und T für Tasmanien. Von diesen drei hat bisher allerdings nur Tasmanien Euro-Kennzeichen als Alternative eingeführt, während die Zulassungsbehörden in Canberra und Darwin die Ausgabe von Euro-Kennzeichen vorerst ablehnten.